# مراد باشا القويوجي
مراد باشا القويوجي (بالتركية: Kuyucu Murad Paşa)‏ كان الصدر الأعظم للدولة العثمانية في الفترة ما بين 11 ديسمبر عام 1606، حتى 5 أغسطس عام 1611. تُوفي في 5 أغسطس عام 1611 بمدينة ديار بكر. 